# Rawwàdides

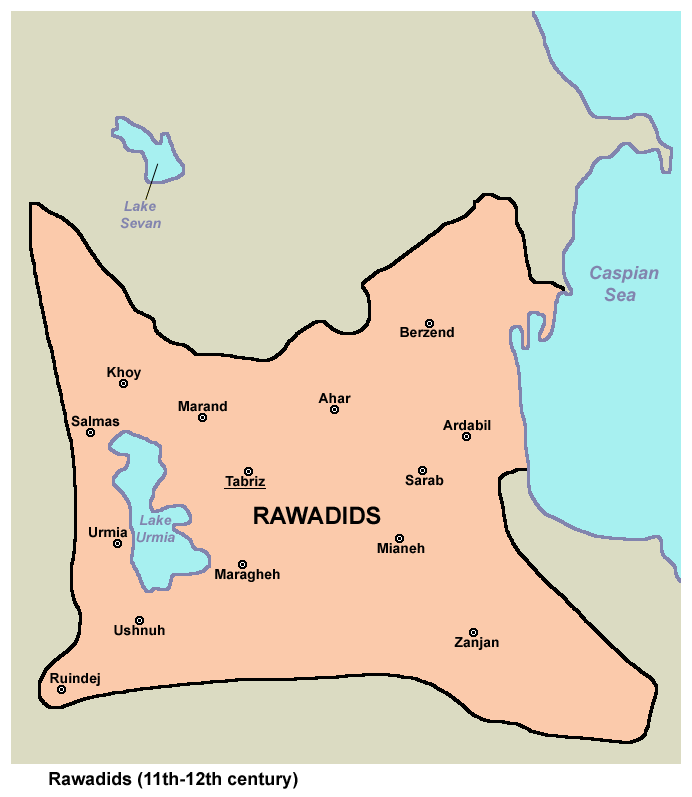

La dinastia rawwàdida o dels rawwàdides (àrab: الرواديون, ar-rawwādiyyūn), també coneguda per Banu Rawwad o Banu Rawad (àrab: بنو روَّاد, Banū Rawwād), nom original tot i que més tard a les fonts apareixen com a rawàdides o rawàdida es va originar de tribus àrabs azdites que es van establir a Tabriz i a Maragha i es van barrejar amb elements kurds. El 759 el governador de l'Azerbaidjan, Yazid ibn Hàtim al-Muhal·labí va encarregar al cap àrab ar-Rawwad ibn al-Muthanna al-Azdí (ru) d'establir la seguretat a la regió de Tabriz i Al-Badh. Els seus descendents van continuar governant la regió depenent de l'emir de l'Azerbaidjan però de fet completament independents.
Vers el 987 l'emir rawwàdida Abu-l-Hayja va derrotar el seu enemic l'emir Abu-Dúlaf de Coltene (a l'est de Nakhichevan) i va seguir fins a Dvin, que se li va sotmetre. Llavors es va considerar ostikan d'Armènia (com eren temps enrere els governadors de l'Azerbaidjan) i va demanar el tribut als prínceps armenis. Simbaci II el Cosmocràtor per evitar la guerra va pagar el tribut demanat i després d'això l'emir va retornar a l'Azerbaidjan. El 988 l'emir d'Her fou assassinat quan travessava Baspracània durant un viatge, segons els historiadors armenis perquè havia segrestat dos infants cristians. El pare de l'emir assassinat va cridar Abul Haidja (al qual va oferir cedir l'emirat) i el rawwàdida va tornar a Baspracània on ara regnava Gurguèn-Khatshik, però va morir durant la invasió i el seu fill i successor Mamlam ibn Abu-l-Hayja va signar un tractat de pau amb Simbaci II. Abu-Dúlaf de Coltene, el vell rival de l'emir difunt, va recuperar Dvin.
La mort del fundador de l'emirat marwànida, Badh el 990, i les dificultats del seu successor Abu-Alí al-Hàssan, van afavorir la conquesta de Malazgird per David de Taoklardjètia després d'un llarg setge (vers 993). La ciutat fou repoblada d'armenis i georgians. L'emir rawwàdida de l'Azerbaidjan, Mamlan va exigir l'entrega de la ciutat. David va demanar l'ajut de Gagik rei d'Aní, d'Abas, rei de Kars i de Bagrat III l'unificador d'Abkhàzia. Les forces de David anaven dirigides per tres germans: Vatshé, Tevdat o Terdat i Phers. L'emir va entrar a Armènia i va acampar a Kosteanq al nord-est de Malazgird i va incendiar el Bagrevand, però no van voler lluitar a una sola batalla contra les forces armènies-georgianes i es van retirar al seu país.
En retirar-se Mamlan, David de Taoklardjètia no va trigar a assetjar Khelat (vers 998) però l'emir marwànida Muhàmmad al-Dawla (997-1011) va venir en ajuda de la ciutat i va fer aixecar el setge. Després d'això Mamlan va sortir de la seva seu de Tauris i va arribar a l'Apahunik. David va cridar en ajut al rei Gagik d'Aní i al rei de Kartli Gurguèn, pare de Bagrat III l'unificador d'Abkhàzia. Els dos exèrcits es van trobar front a front prop del llogaret de Dzumb, no lluny d'Ardjesh. Els musulmans van atacar el 18 d'octubre del 998 però els armenis i georgians van obtenir la victòria. Mamlan va fugir.
Va morir el 1019 i el va succeir el seu fill Abu-Mansur ibn Mamlan que aviat va haver de lluitar contra els turcs oghuz, i el 1054 el seu domini va quedar ocupat per Toghrul Beg a qui va haver de sotmetre's. A la seva mort el 1058 el seu fill Mamlan ibn Wahsudan fou reconegut per Toghrul Beg, però Alp Arslan el va deposar el 1071.
Un membre de la família, Ahmadil ibn Ibrahim ibn Wahsudan (fill d'Ibrahim que era germà de Mamlam ibn Wahsudan) va ocupar Maragha en una època a l'entorn del 1100 i va governar la ciutat fins al 1116, i els seus ghulams turcs van assolir després el poder a la ciutat amb el títol d'atabegs i van fundar la dinastia dels ahmadilides.

## Emirs rawwàdides de Tabriz
- ar-Rawwad ibn al-Muthanna al-Azdí (ru) 759-?
- Al-Wajna ibn ar-Rawwad vers 800
- Muhàmmad ibn Bàïth (no membre de la dinastia)
- Muhàmmad ibn ar-Rawwad al-Azdí vers 840
- Desconeguts vers 850-900
- als Banu Rudayni vers 860-878
- Hussayn ar-Rawwadí vers 900
- Muhàmmad ar-Rawwadí (fill) després del 900
- Hussayn ibn Muhàmmad ?-955
- Abu-l-Hayja Hussain ibn Muhàmmad vers 955-988
- Mamlan ibn Abi-l-Hayja 988-1019
- Sayf-ad-Dawla wa-Xaraf-al-Mil·la Abu-Mansur Wahsudan ibn Mamlan ibn Abi-l-Hayja 1019-vers 1058 (intítulat Mawla amir al-muminín, i sotmès a Toghrul Beg el 1054-1058)
- Mamlan ibn Wahsudan 1058-1071 (sotmès als seljúcides)